# Prawomocność
Ten artykuł należy dopracować:

przedstawiono sytuację tylko z polskiej perspektywy – artykuł powinien być przekrojowy.
Pomóż go poprawić. Na stronie dyskusji mogą znajdywać się pomocne komentarze.
Prawomocność – stan prawny odnoszący się do rozstrzygnięć organów administracyjnych (takich jak: decyzja administracyjna czy postanowienie) oraz do orzeczeń sądowych (wyrok, postanowienie, nakaz zapłaty), mający miejsce wówczas, gdy orzeczenie sądowe lub rozstrzygnięcie organu administracji nie może być zmienione ani uchylone poprzez wniesienie środka odwoławczego lub zaskarżenia.

## Prawomocność w postępowaniu administracyjnym i administracyjnosądowym
Decyzja staje się prawomocna w chwili, gdy upłynął termin do wniesienia zwyczajnego środka prawnego, droga sądowa dobiegła końca, środki odwoławcze nie zostały podjęte oraz minął termin do wniesienia skargi do sądu administracyjnego. Decyzje ostateczne stają się prawomocne po wniesieniu skargi do sądu administracyjnego, gdy ten odrzucił ją  ze względu na wady skargi, brak właściwości lub gdy wniesienie skargi jest niedopuszczalne. Dzieje się podobnie, gdy skarga jest bezzasadna lub postępowanie stało się bezprzedmiotowe. Prawomocność orzeczeń sądów administracyjnych jest uregulowana identycznie jak w postępowaniu cywilnym.

## Prawomocność w postępowaniu karnym
Wiążący stan prawny uzyskują orzeczenia, które nabrały cechy prawomocności. Prawomocność ma dwa aspekty: formalny i materialny.
Aspekt formalny prawomocności – orzeczenie nie podlega już zaskarżeniu za pomocą zwykłych środków zaskarżenia. Kończy formalnie proces, tworząc stan rzeczy osądzonej oraz rodzi domniemanie prawdziwości ustaleń dotyczących rozstrzygnięcia i ich zgodności z prawem. Pod pewnymi warunkami taka decyzja jest wzruszalna, np. przez wznowienie postępowania. Orzeczenie uzyskuje prawomocność formalną, gdy:
- strona nie złożyła wniosku o uzasadnienie wyroku
- strona nie zaskarżyła wyroku w terminie
- został wyczerpany tok instancyjny
- prezes sądu odmówił przyjęcie środka odwoławczego.

Aspekt materialny prawomocności (wiąże się z zasadą ne bis in idem):
- zakaz prowadzenia ponownie postępowania przeciwko tej samej osobie, o tę samą odpowiedzialność prawną.

## Prawomocność w postępowaniu cywilnym

### Prawomocność formalna
Zgodnie z art. 363 § 1 Kodeksu postępowania cywilnego orzeczenie sądu staje się prawomocne (formalnie), jeżeli nie przysługuje na nie środek odwoławczy lub inny zwyczajny środek zaskarżenia. W szczególności:
- jeżeli od danego orzeczenia nie przysługuje w ogóle żaden środek zaskarżenia, orzeczenie staje się prawomocne od razu z chwilą jego wydania
- jeżeli strona uchybiła terminowi do wniesienia środka zaskarżenia lub nie wniosła go w ogóle, orzeczenie staje się prawomocne po upływie tego terminu
- jeżeli skorzystano ze środka zaskarżenia, a sąd wyższej instancji utrzymał w mocy zaskarżone orzeczenie lub jedynie je zmienił, orzeczenie staje się prawomocne z chwilą wydania orzeczenia sądu wyższej instancji.

### Prawomocność materialna
Prawomocność materialna określona jest w art. 365 Kodeksu postępowania cywilnego. Artykuł ten stanowi, że orzeczenie wiąże nie tylko strony i sąd, który je wydał, lecz również inne sądy i organy (w postępowaniu karnym w zakresie wynikającym z przepisów Kodeksu postępowania karnego). Związanie to przejawia się w dwojaki sposób:
- skutek pozytywny: nakaz przyjmowania, że dane kwestie prawne kształtują się tak jak to stwierdzono w orzeczeniu (związanie dotyczy treści sentencji orzeczenia; wyjątkowo może rozciągać się na motywy wyroku zawarte w uzasadnieniu, jeżeli stanowią one uzupełnienie niezbędne do wyjaśnienia zakresu wyroku[1])
- skutek negatywny: niedopuszczalność ponownego rozstrzygania tej samej sprawy pomiędzy tymi samymi stronami[2].